# Port de Galisbay
Port de Galisbay är en hamn i den västra delen av Saint-Martin, strax norr om  huvudstaden Marigot. 